# 새댁 나팔을 불기 시작했다
"새댁 나팔을 불기 시작했다"는 1984년에 개봉한 대한민국의 영화이다.

## 캐스팅
- 이미영
- 윤순홍
- 김인문
- 이일웅
- 양훈
- 김을동
- 이승현
- 문미봉
- 김병조
- 양형호
- 남성남
- 남철
- 한주열
- 박용팔
- 안진수
- 조정수